# Castillon-Debats
Castillon-Debats (gaskognisch Castilhon de Vaths) ist eine französische Gemeinde mit 333 Einwohnern (Stand 1. Januar 2022) im Département Gers in der Region Okzitanien. Sie gehört zum Arrondissement Auch und zum Kanton Fezensac. Castillon-Debats ist zudem Mitglied des 2003 gegründeten Gemeindeverbands Artagnan de Fezensac. Die Einwohner werden Castillonnais(es) genannt.

## Lage
Die Gemeinde liegt rund 31 Kilometer westnordwestlich der Stadt Auch im Zentrum des Départements Gers. Die Stadt Tarbes ist rund 56 Kilometer in südsüdwestlicher Richtung entfernt. Im Nordwesten der Gemeinde verläuft der Fluss Lauzoue. Zur Gemeinde gehören das Dorf Castillon-Debats und zahlreiche Kleinsiedlungen und Einzelgehöfte.

## Geschichte
Die Gemeinde gehörte von 1793 bis 1801 zum Distrikt Auch. Seit 1801 ist sie Teil des Arrondissements Auch. Von 1793 bis 2015 gehörte die Gemeinde zum Wahlkreis (Kanton) Vic-Fezensac (zeitweise Vic-sur-Losse genannt). Im Jahr 1822 wurde die bis dahin eigenständige Gemeinde Boulet-Lon eingegliedert.

### Bevölkerungsentwicklung
| Jahr                       | 1962 | 1968 | 1975 | 1982 | 1990 | 1999 | 2006 | 2012 | 2020 |
| Einwohner                  | 491  | 432  | 371  | 377  | 348  | 301  | 319  | 329  | 324  |
| Quellen: Cassini und INSEE |      |      |      |      |      |      |      |      |      |

## Sehenswürdigkeiten
- Schloss Bats
- Schloss Boutet aus dem 13./14. Jahrhundert
- Kirche Saint-Antoine in Castillon
- Kirche Saint-Étienne in Bats (19. Jahrhundert)
- Kirche in Saint-Pé
- alte Häuser aus dem 13. Jahrhundert in Le Pouy
- Mühle von Lusclade
- zahlreiche Wegkreuze
- Überreste eines römischen Kastells
- Denkmal für die Gefallenen[1]

Quelle: